# Богомолов Олександр Олександрович (Герой Соціалістичної Праці)
Олександр Олександрович Богомолов (13 лютого 1929, Тайга — 29 жовтня 1977) — бортмеханік Якутського територіального управління цивільної авіації.

## Біографія
Народився в місті Тайга (нині — Кемеровської області) в російській родині службовця.
З 1950 року, по закінченні Актюбінської школи авіамеханіків, працював авіатехніком у Якутському аеропорту. З 1952 року, отримавши професію бортового механіка, літав в екіпажі Іл-14, після 1963 року — бортмеханіком екіпажу Ан-24. До 1977 році мав наліт понад 17 тисяч годин.
16 квітня 1963 року удостоєний звання Героя Соціалістичної Праці.
Обирався депутатом Верховної Ради Якутської АРСР, депутатом Верховної Ради СРСР 9 скликання.
Загинув при аварії вертольота 29 жовтня 1977 року. Похований на Вілюйському кладовищі Якутська.

### Родина
Дружина — Нінель Олексіївна.
Діти — Марина, Олександр.

## Нагороди
- медаль «Серп і Молот» Героя Соціалістичної Праці і орден Леніна (16.4.1963) — за самовіддану працю і видатні досягнення в освоєнні авіаційної техніки Цивільного повітряного флоту
- знак «Відмінник Аерофлоту»
- знак «За безаварійний політ 17000 годин».

## Пам'ять
У Якутську на будинку, де жив О.О. Богомолов, встановлена меморіальна дошка.